# El retorn a casa
 El retorn a casa  (original: The Long Voyage Home) és una pel·lícula estatunidenca dirigida per John Ford, estrenada el 1940. Ha estat doblada al català.

## Argument
Durant la Segona Guerra Mundial, la vida dels marins en tota la seva duresa: tempestes, atacs aeris, i baralles.

## Al voltant de la pel·lícula[3]
- Rodatge del 18 abril al 27 maig de 1940, o sigui 37 dies de rodatge.
- Cost de producció: 689 495 dòlars.
- Recaptació: 580.129 dòlars.
- Primera producció d'Argosy, societat de producció de Ford.
- « Hem escollit voluntàriament espais estrets, és el que la història demanava. La vida sobre un vaixell és claustrofòbica, però hom s'hi acostuma. Es fa amics i enemics, us empenyeu pel menjar, us empenyeu per a tot. Penso que els marins que no s'empenten per als aliments són marins mediocres[4]». L'aspecte claustrofòbic de la pel·lícula està accentuat per la foto de Gregg Toland.
- La història és transposada en la Segona Guerra Mundial, tot que els Estats Units no han entrat encara en guerra.

## Repartiment
- John Wayne: Ole Olsen
- Thomas Mitchell: Aloysius 'Drisk' Driscoll
- Ian Hunter: Smitty Smith, un àlies de Thomas Fenwick
- Barry Fitzgerald: Cocky
- Wilfrid Lawson: Capità
- John Qualen: Axel Swanson
- Mildred Natwick: Freda
- Ward Bond: Yank
- Arthur Shields: Donkeyman
- Joe Sawyer: Davis
- J.M. Kerrigan: Nick
- Rafaela Ottiano: Bella
- Carmen Morales: l'espanyola
- Jack Pennick: Johnny Bergman
- Bob Perry: Paddy
- Constant Franke: Norway
- David Hughes: Scotty
- Constantine Romanoff: Big Frank Kransky
- Danny Borzage: Tim
- Harry Tenbrook: Max
- Cyril McLaglen: primer tinent
- Douglas Walton: segon tinent
- Wyndham Standing (no surt als crèdits): oficial de marina britànica
- Lionel Pape (no surt als crèdits): M. Clifton

## Premis i nominacions

### Nominacions
- 1940: New York Film Critics Circle Awards al millor director
- 1941: Oscar a la millor pel·lícula
- 1941: Oscar al millor guió adaptat per Dudley Nichols
- 1941: Oscar a la millor fotografia per Gregg Toland
- 1941: Oscar a la millor banda sonora per Richard Hageman
- 1941: Oscar al millor muntatge per Sherman Todd
- 1941: Oscar als millors efectes visuals per R.T. Layton, Ray Binger i Thomas T. Moulton